# Bitka pri Island Flats
Bitka pri Island Flats (tudi "Bitka pri Long Island Flats") (tudi Bitka pri Long Islandu Holstona, Bitka pri Eatonovi postaji) je bila uvodna bitka ameriške vojne za neodvisnost na zahodu. Bitka je potekala julija 1776 in je postavila ameriško regionalno patriotsko milico Overmountain Men proti britanskim zavezniškim silam Cherokeejev (Čeroki) v regiji Overmountain ameriške meje.

## Vojna
Sredi julija so poglavarji Draging Canoe, Oconostota in The Raven vodili presenetljiv napad na naselja Overmountain in sicer na Eatonovo postajo, Fort Watauga in Carterjevo dolino. Namen usklajenih, tristranskih napadov je bil pregnati naseljence okrožja Washington v Severni Karolini nazaj čez Apalaške gore. Napadi so bili izvedeni z vedenjem, da bodo britanski zavezniki Cherokeejev stopnjevali svojo vojno proti ameriškim upornikom po njihovi nedavni Deklaraciji neodvisnosti Združenih držav Amerike. Cherokeeji so šli v vojno.

## Eatonova postaja
Vnaprej opozorjeni na prihajajoči napad s sporočili, ki jih je poslala Cherokeejska diplomatka Nancy Ward, so bili člani milice območja, večina jih je bila prekaljenih in izkušenih iz nedavne Dunmorejeve vojne, zbrani na Eatonovi postaji, ki se nahaja na grebenu vzhodno od Long Islanda. Pod majorjema James Thompsonom in Williamom Cockejem so pripravili Eatonovo postajo za bitko. Skupaj z majhno garnizijo vojakov, ki so bili nameščeni na območju, so hitro utrdili preprosto postajo in okoli nje zgradili palisadno ograjo iz hlodov in tramov. Nato so se mejni prebivalci pripravili na prihod vojne skupine.

## Bitka
Obe nasprotujoči si sili sta šteli manj kot 200 mož vsaka: približno 170 za pionirje in približno 190 za Indijance. Napadalci staroselcev so sledili čerokeškim vojnim poglavarjem (skiagusta), Oconostota, Dragging Canoe (Tsiyu Gansini) in The Raven (Savanukah), ki so bili vsi spretni in izkušeni bojevniki. Svojo kampanjo proti naseljencem so začeli 20. julija 1776. Zaradi pomanjkanja presenečenja, na katerega so računali, so bili Čerokezi hitro poraženi in so se umaknili, potem ko so utrpeli vsaj 14 smrtnih žrtev (skoraj eno dvanajstino celotne sile). Indijanci so utrpeli tudi več manjših žrtev—vključno s hudo ranjenim Dragging Canoe. Branilci postojanke so utrpeli štiri žrtve.
Potem ko so jih pionirji odbili, so čerokeške napadalne skupine nadaljevale napade na osamljene naselbine v regiji. Državne milice so se maščevale, uničevale so staroselske vasi in pridelke.